# Ylitornio
Ylitornio este o comună din Finlanda.